# (31597) Allisonmarie
(31597) Allisonmarie est un astéroïde de la ceinture principale.

## Description
(31597) Allisonmarie est un astéroïde de la ceinture principale. Il fut découvert le 20 mars 1999 à Socorro (Nouveau-Mexique) par le projet LINEAR. Il présente une orbite caractérisée par un demi-grand axe de 2,43 UA, une excentricité de 0,08 et une inclinaison de 6,0° par rapport à l'écliptique.

## Compléments